# ديريك بريسون
ديريك بريسون (بالهولندية: Derek Brison)‏ هو لاعب كرة قدم هولندي في مركز الهجوم، ولد في 7 مارس 1986. شارك مع منتخب أروبا لكرة القدم.

## وصلات خارجية
- ديريك بريسون على موقع الاتحاد الدولي (مؤرشف)  (الإنجليزية)
- ديريك بريسون على موقع قاعدة بيانات كرة القدم.إي يو (الإنجليزية)
- ديريك بريسون على موقع ناشيونال فوتبول تيمز (الإنجليزية)